# Historia Radomska

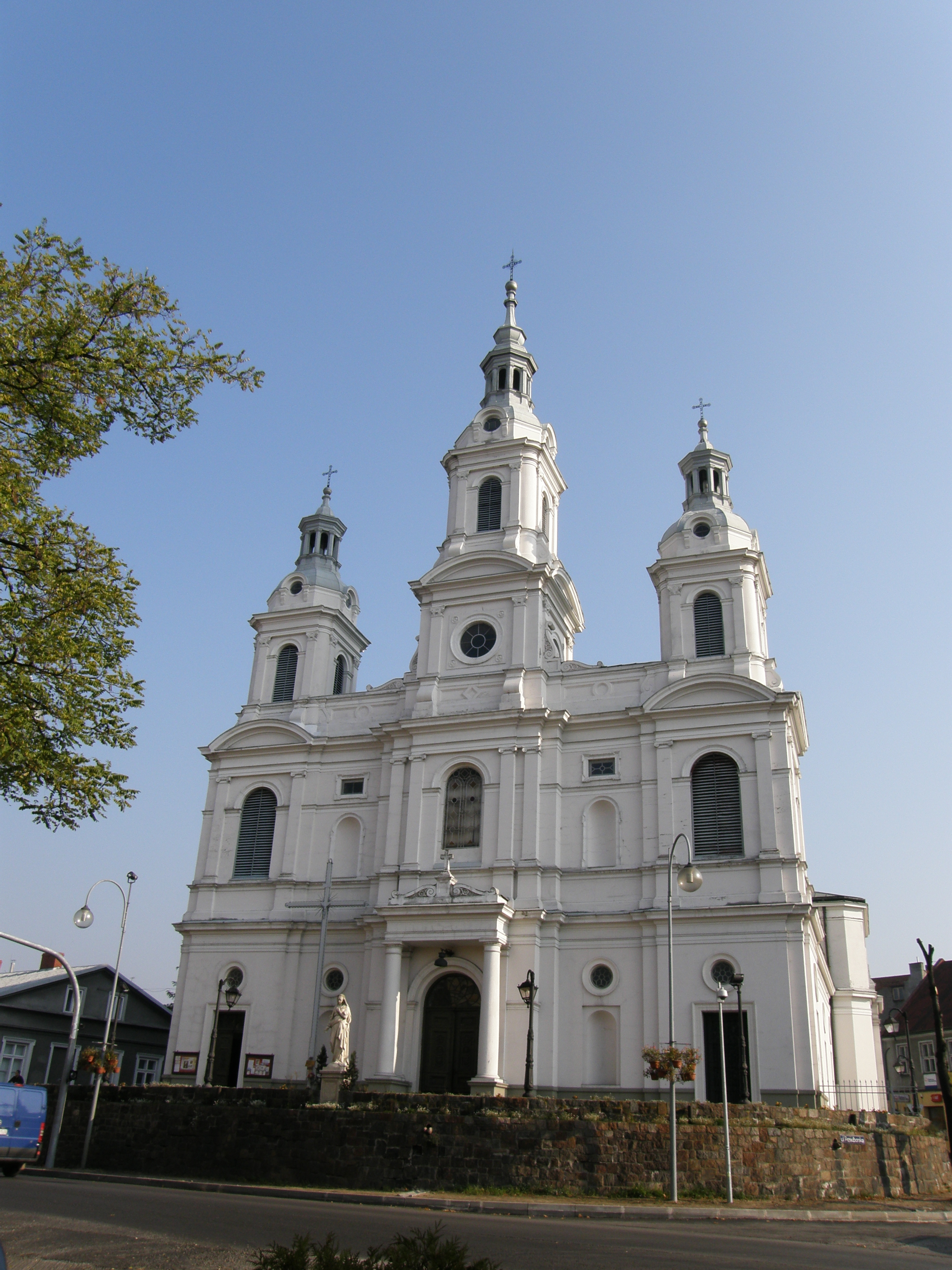
Kościół św. Lamberta w Radomsku

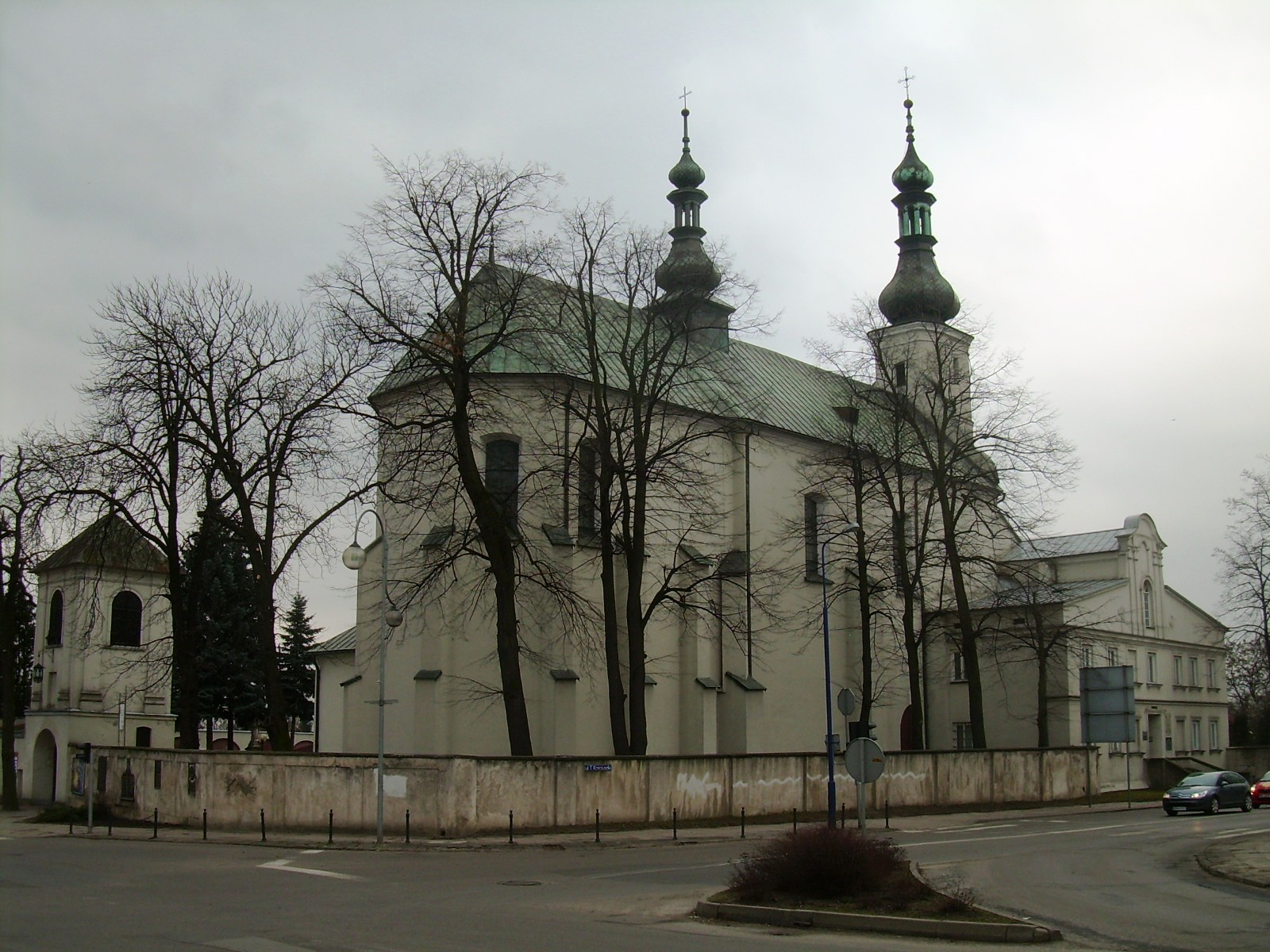
Klasztor oo. Franciszkanów w Radomsku

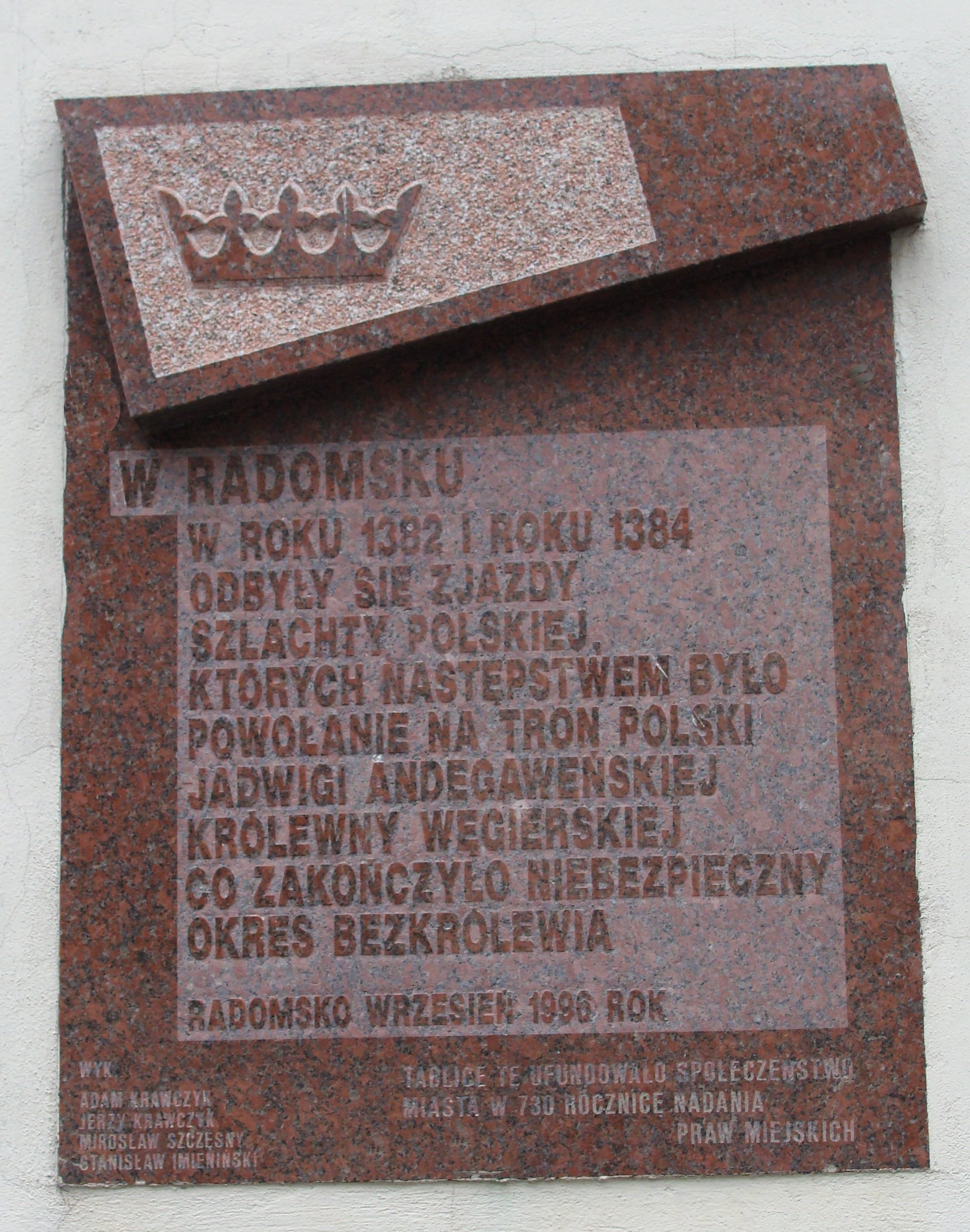
Tablica upamiętniająca zjazdy szlachty z 1382 i 1384 r.

Historia Radomska sięga XI w. Zasadniczymi czynnikami miastotwórczymi, obok grodu, były przechodzące tędy drogi handlowe: ze Śląska na Ruś oraz szlak solny z Bochni do Wielkopolski i na Mazowsze. Istotny wpływ na kształtowanie się miasta miał także ośrodek kultu religijnego – kościół św. Lamberta.

## Od czasów najdawniejszych do rozbiorów
W źródłach pisanych najstarsza wzmianka o Radomsku pochodzi z 1243 r., kiedy książę Konrad mazowiecki podczas swego pobytu w Radomsku wystawił dokument potwierdzający akt nadania dla dominikanów w Płocku.
Pisownia nazwy miasta nie była jednolita. W dokumentach pochodzących z XIII–XV w. najczęściej występują: Radomokye, Radomskye, Radomske, Radomsk, Radomszcze, Radomskie. Kilka wieków później została przyjęta powszechnie nazwa Radomsko.
Dokument lokacyjny nadający prawa miejskie został wystawiony w 1266 r. przez księcia sieradzkiego Leszka Czarnego. Także z imieniem Leszka Czarnego wiąże się wybudowanie kościoła pw. Świętego Krzyża i klasztoru oo. Franciszkanów, sprowadzonych do Radomska w 1288.
Administracyjnie Radomsko wchodziło w skład województwa sieradzkiego. W XIV w. został utworzony powiat radomski, a w XV w. starostwo niegrodowe. Najstarsza zachowana pieczęć miasta pochodzi z okresu panowania Kazimierza Wielkiego, który będąc królem przebywał niejednokrotnie w pobliskim Przedborzu.
W XIV w. w Radomsku odbyły się dwa zjazdy, które zdecydowały o wyborze dynastii panującej w Polsce.
25 listopada 1382 odbył się walny zjazd szlachty wielkopolskiej. Zebrana szlachta nie dopuściła na tron Polski Zygmunta Luksemburczyka zaręczonego z Marią – starszą córką Ludwika Węgierskiego. Na drugim zjeździe podjęto decyzję o obsadzeniu na tronie polskim Jadwigi – młodszej córki Ludwika Węgierskiego, która 14 października 1384 przybyła na Wawel.
Podczas panowania Jagiellonów nastąpił dalszy rozwój miasta. Rozwojowi handlu sprzyjały przechodzące przez Radomsko szlaki handlowe oraz krzyżujące się tu drogi znad Pilicy i Warty. Miejscowi kupcy utrzymywali stosunki handlowe z wieloma miastami, także z ówczesną stolicą – Krakowem. Miejscowość cieszyła się opieką Jagiellonów, a w szczególności Władysława Jagiełły, Zygmunta Starego i jego małżonki – królowej Bony.
Jako właścicielka Radomska interesowała się miastem. Odbudowała kościół św. Marii Magdaleny, zwany w przeszłości „cerkwią na piaskach”, zainteresowała się kościołem pw. św. Ducha.
Królowie elekcyjni obdarowywali Radomsko przywilejami, m.in. Stefan Batory w 1583 r. nadał prawo składu, dzięki któremu tutejsi mieszkańcy mieli prawo pierwokupu towarów. W XV w. powstało w Radomsku starostwo niegrodowe zarządzane przez dzierżawcę. Do znakomitszych dzierżawców należeli m.in. ród Kurozwęckich (za Jagiellonów), Stanisław Koniecpolski (za Stefana Batorego), Kacper Denhoff (za Władysława IV), Aleksander Szembek (za Augusta II).
W XVII w. ustawiczne wojny i słabość władzy centralnej przyczyniły się do upadku miast w całej Rzeczypospolitej. Początkiem pauperyzacji Radomska było jego ograbienie i spalenie przez oddziały wojsk najemnych – lisowczyków powracających ze Śląska w 1624 r. Upadło rzemiosło i handel, a epidemia tyfusu zdziesiątkowała ludność. Radomsko zaczęło wychodzić z zastoju w XVIII w. Należało wtedy do nielicznych miast, w których wyodrębniały się przedmieścia. Coraz większą troskę wykazywano o czystość i higienę. Wybudowano kilka studzien publicznych, otworzono aptekę oraz powstał pierwszy projekt budowy szpitala powiatowego.
W dobie Sejmu Czteroletniego miasto włączyło się w nurt krajowych przemian. W 1789 r. utworzona została organizacja samorządowo-administracyjna: Komisja Porządkowa Cywilno-Wojskowa. Radomsko stanowiło przykład realizacji kołłątajowskiej koncepcji ruchu mieszczańskiego. Delegaci miasta wzięli udział w „czarnej procesji” w 1789 r. i opowiedzieli się za Konstytucją 3 maja. Dla poparcia uchwał Sejmu Wielkiego, szczególnie Konstytucji, odbyła się w Radomsku manifestacja mieszkańców, w której uczestniczyli przedstawiciele patriotycznie nastawionej ludności z całego powiatu.

## Pod panowaniem pruskim, rosyjskim i austriackim
Radomsko po II rozbiorze Rzeczypospolitej w 1793 znalazło się pod zaborem pruskim, gdzie pozostawało do 1807 r., kiedy to Napoleon Bonaparte powołał do życia Księstwo Warszawskie i miasto znalazło się w jego granicach w departamencie kaliskim. Księstwo przetrwało aż do 1815 r. Rozwiązano je po klęsce Napoleona i utworzono zgodnie z postanowieniami kongresu wiedeńskiego Królestwo Polskie zwane Kongresówką, którego królem został car Rosji.
Radomsko weszło w skład powiatu radomszczańskiego należącego do województwa kaliskiego.

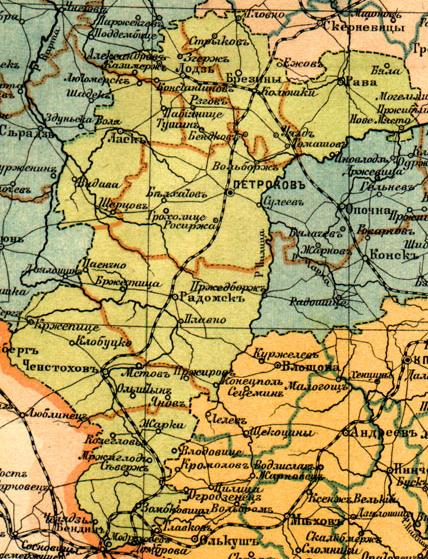
Radomsk na tle guberni piotrkowskiej (1896)

Wielu mieszkańców Radomska wzięło czynny udział w powstaniu listopadowym. Z zachowanego spisu wynika, że tylko jednego dnia 46 mężczyzn wstąpiło do polskich oddziałów wojskowych. Pod broń zaciągali się także młodzi ludzie ze Stobiecka Miejskiego, Folwarków, Bogwidzowy. Wysiłkiem Polaków z całego powiatu wystawiono batalion Gwardii Ruchomej, który pod koniec stycznia 1831 liczył wraz z kadrą oficerską ok. 790 osób. Klęska powstania listopadowego nie zahamowała polskiej działalności narodowowyzwoleńczej. Po upadku powstania nasilił się proces rusyfikacji. Zmieniono nazwy wielu miejscowości, Radomsko przemianowano na Nowo-Radomsk.
Korzystne położenie miasta wpłynęło na zainteresowanie się nim obcego kapitału. W latach 80. przybyli do Radomska kapitaliści francuscy i wiedeńscy. Francuz Piotr Chanove założył fabrykę metalurgiczną zwaną „Metalurgią”. Bracia Thonet z Wiednia wybudowali fabrykę mebli giętych, co było początkiem powstania lokalnego ośrodka przemysłu meblarskiego. Pod koniec XIX w. powstała huta szkła, a w 1912 – fabryka maszyn i odlewnia żeliwa, zwana później firmą „Kryzel i Wojakowski”. W początkach XX w. powstały kolejne zakłady meblarskie: „Ksawery Wünsche i S-ka”, „Mazovia” oraz fabryka braci Kohn. W tym czasie Radomsko było jednym z najbardziej uprzemysłowionych miast w guberni piotrkowskiej.

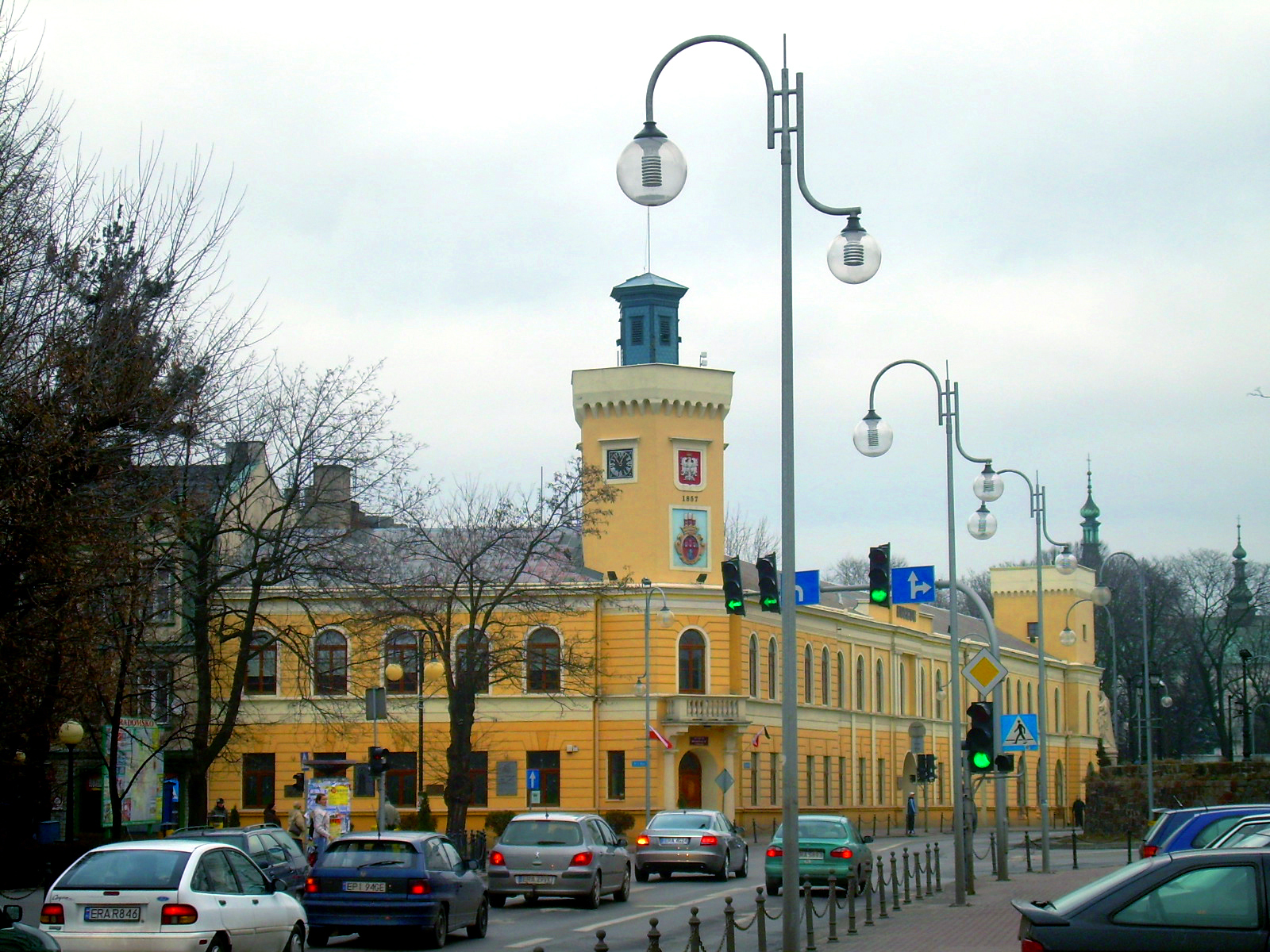
Ratusz w Radomsku

W XIX w. Radomsko zaczęło rozwijać się także pod względem urbanistycznym. W 1828 r. został zatwierdzony plan regulacji miasta określający jego zabudowę. Na szeroką skalę zaczęto utwardzanie ulic. W II poł. XIX w. wzniesiono najokazalsze budowle w mieście, a wśród nich ratusz. Miały w nim siedzibę władze miasta, ale znajdował się w nim również areszt i pomieszczenia na skład narzędzi ogniowych. Na parterze wydzielono pomieszczenia dla handlu. Wznoszone były także budowle sakralne. W latach 1869–1876 wybudowany został na miejscu dawnego nowy kościół w stylu neobarokowym pw. św. Lamberta.
Podczas I wojny światowej Radomsko znalazło się pod okupacją austriacką. Władze okupacyjne rekwirowały konie, bydło, środki transportu, a także sprzęt potrzebny do urządzenia instytucji okupacyjnych.

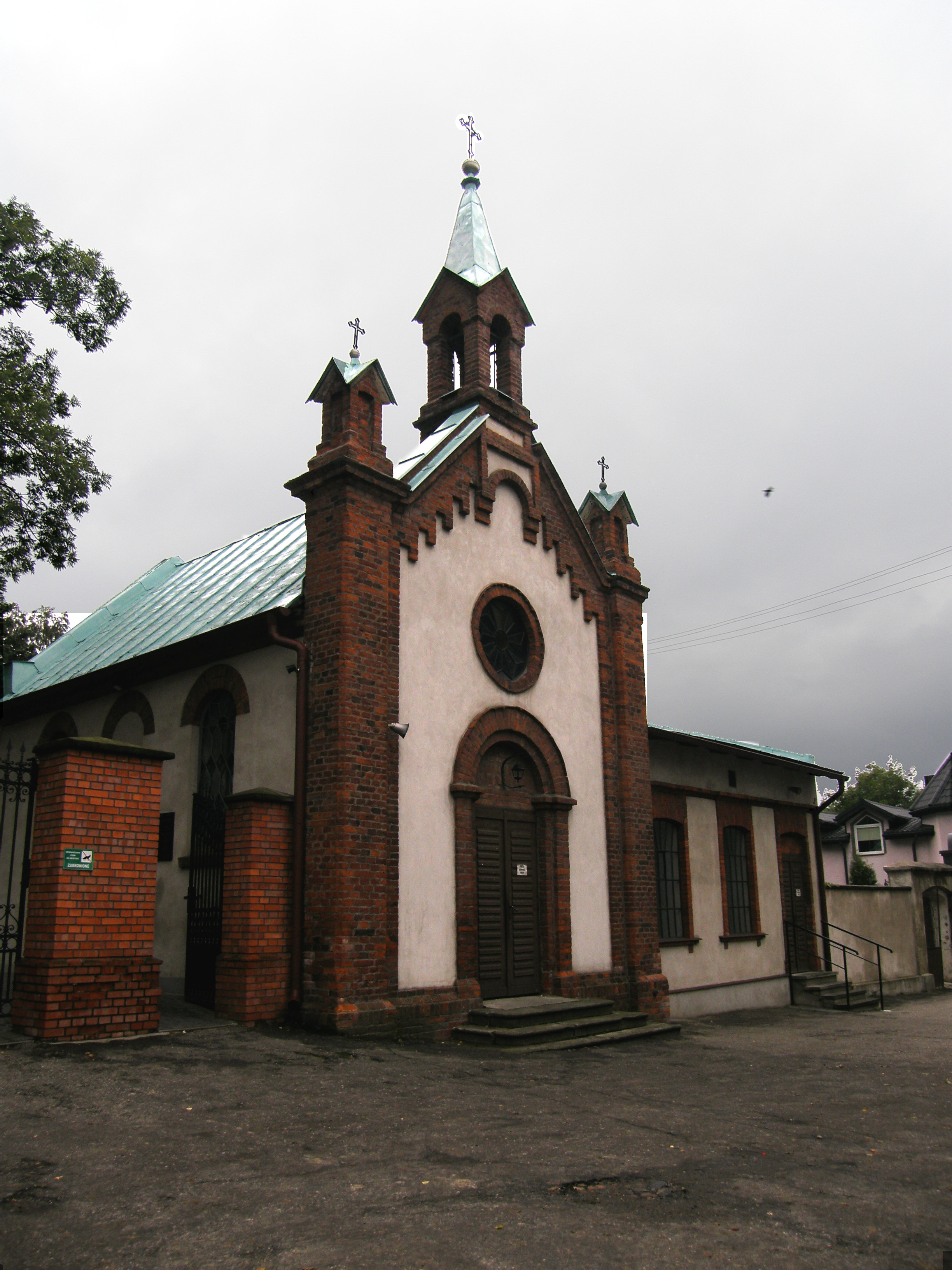
Kaplica przy starym cmentarzu w Radomsku

W wyniku działań wojskowych zniszczeniu uległo szereg urządzeń miejskich i fabrycznych. Wszystkie większe fabryki zaprzestały produkcji, co pogarszało sytuację materialną mieszkańców. W miarę przedłużania się wojny społeczeństwo Radomska coraz dotkliwiej odczuwało brak żywności i opału. Pogarszał się stan sanitarny miasta. W 1917 r. wybuchła epidemia tyfusu.

## Lata międzywojenne
Po odzyskaniu przez Polskę niepodległości przez całe dwudziestolecie międzywojenne Radomsko wchodziło w skład województwa łódzkiego. Według spisu z 1912 miasto liczyło 18 732 mieszkańców, 10 lat później ich liczba wzrosła do 23 tys. i osiągnęła 25 tys. w 1937 r.
Radomsko zyskało charakter przemysłowy. W 1927 r. czynnych było 59 większych i mniejszych zakładów przemysłowych zatrudniających 3,5 tys. osób. Pod koniec lat 30. zatrudnienie w przemyśle przekroczyło 4,5 tys. Ponad 50% mieszkańców utrzymywało się z przemysłu i rzemiosła, ok. 18% z handlu, 25% z pozostałych zajęć jak: rolnictwo, administracja, wolne zawody, służba dozoru itd. Zdecydowaną przewagę miał przemysł meblarski, po nim metalurgiczny i szklarski. Pomimo rozwijającej się gospodarki nie dla wszystkich wystarczało pracy. W okresie przednówków liczba bezrobotnych sięgała 2,5 tys. Niskie zarobki, częste redukcje robotników stwarzały sytuacje konfliktowe, w wyniku których dochodziło do strajków. Przybierały one różne formy: od pojedynczych do grupowych i powszechnych, od zwykłych do okupacyjnych. Podczas kryzysu gospodarczego w 1923 r. w ramach ogólnopolskiego strajku powszechnego doszło w mieście do przerwania pracy we wszystkich zakładach. Niskie płace i galopująca inflacja sprawiły, że dzienna przeciętna płaca wynosiła 8-10 tysięcy marek, gdy bochenek chleba kosztował 11–14 tysięcy marek.
Na kształtowanie postaw politycznych i moralnych mieszkańców Radomska wpływały działające partie, stronnictwa polityczne, stowarzyszenia społeczne, a także związki zawodowe. Miejscem konfrontacji programów politycznych była m.in. Rada Miejska, a areną walki o wpływy stały się wybory samorządowe (1919, 1922, 1927, 1934, 1939).
Listy wyborcze wystawiały poszczególne ugrupowania polityczne samodzielnie lub w zjednoczonym bloku wyborczym. Polska Partia Socjalistyczna z reguły przystępowała do wyborów samorządowych razem z klasowymi związkami zawodowymi. Ugrupowania narodowe (ND, NPR i inne) łączyły się w tzw. Blok Narodowy. Komunistyczna Partia Polski jako nielegalna (zdelegalizowana za to że: w wojnie polsko-bolszewickiej 1920 r. popierała bolszewików a nie Polaków oraz posiadała siedzibę poza granicami Polski co było niezgodne z konstytucją) nie mogła oficjalnie wystawić swych list wyborczych toteż zbojkotowała wybory samorządowe w 1919 r. Ugrupowania narodowe stanowiły siłę we wspólnym bloku wyborczym. W wyborach 1919 i 1922 zdobyły po 6 mandatów, w 1927 – 5 mandatów, natomiast w 1939 samej endecji przypadły tylko 2 mandaty (na 24 miejsca w Radzie Miejskiej). Także Chrześcijańska Demokracja przystępując do wyborów jako samodzielna siła polityczna w 1922 i 1927 r. uzyskała po 2 mandaty. Tymczasem z pięciokrotnie przeprowadzonych wyborów pięć razy zwycięstwo jako samodzielna partia odnosiła Polska Partia Socjalistyczna (1919 r. – 9 mandatów; 1922 r. – 3; 1927 r. – 9; 1934 r. – 9; 1939 r. – 12 mandatów). Dwukrotnie utworzyła socjalistyczny magistrat w latach 1919–1922 i 1927–1931. Pod naciskiem kół prawicowych tzw. „czerwone magistraty” zostały rozwiązane na mocy decyzji administracyjnych.
Rada Miejska składała się z 24 członków. Pierwsza jej uchwała dotyczyła przywrócenia miastu dawnej, historycznej nazwy Radomsko. Przeciwko temu wystąpiły władze miasta Radomia argumentując możliwością omyłek. Sprawa przywrócenia byłej nazwy trwała ponad 3 lata (1919–1922). O wiele dłużej kształtowała się nazwa powiatu: przez pierwsze lata radomski, potem radomskowski, dopiero w połowie lat trzydziestych radomszczański. Samorząd miejski ograniczony był przez samorządowe władze powiatowe, stąd też czyniono kilkakrotnie starania, aby Radomsko stało się miastem wydzielonym. Kiedy spełniało już wszystkie wymogi, m.in. przekroczyło 25 tys. mieszkańców, nadszedł wrzesień 1939 r. Z działalności Rady Miejskiej na uwagę zasługuje budowa robotniczego osiedla na Kowalowcu oraz budownictwo komunalne: cegielnia, rzeźnia, łaźnia, elektrownia, tabor miejski itp. Na kilka lat przed wojną opracowany został i przyjęty perspektywiczny plan rozwoju miasta do 1970 r. Wielkość inwestycji komunalnych uzależniona była od możliwości finansowych miasta. Tymczasem budżet z roku na rok był mniejszy. Gdy w 1928 r. sięgał prawie milion złotych to w 1934 mniej niż połowę tej sumy. Wzrastało natomiast zadłużenie Radomska, co było typowym zjawiskiem dla wszystkich miast w Polsce. W 1928 r. dług wynosił 230 tys. zł, tymczasem w 1934 r. już 625 tys. Z tych względów nie powiodły się próby rozwiązania najważniejszych spraw dla mieszkańców miasta, jak chociażby przeprowadzenie kanalizacji.
Ważnym problemem dla władz miejskich było szkolnictwo. W 1920 r. czynnych było 7 szkół powszechnych, ale ani jednej siedmioklasowej; w 1924 r. 9 szkół, w tym 4 o siedmiu oddziałach. W 1927 r. w wyniku połączenia małych szkół powstało 5 szkół siedmiooddziałowych. Radomszczańskie szkoły przyjmowały imiona znanych Polaków: Królowej Jadwigi, M. Konopnickiej, T. Kościuszki, St. Jachowicza, E. Plater, A. Mickiewicza, E. Orzeszkowej, Wł. Reymonta. Dla pracujących zorganizowano szkołę popołudniową. Warunki lokalowe szkół nie były najlepsze. Podjęto decyzję o wybudowaniu kosztem miasta szkoły im. J. Piłsudskiego. Ostatni etap budowy przerwała wojna. Pomimo czynionych wysiłków nie udało się osiągnąć pełnej powszechności nauczania. Główną przeszkodę stanowiły warunki bytowe rodzin robotniczych i bezrobotnych. Doraźna pomoc udzielana przez Magistrat i instytucje opieki społecznej chwilowo łagodziły problem, ale go nie rozwiązywały. Przez okres dwudziestolecia międzywojennego, w poszczególnych jego latach czynne były następujące szkoły średnie: gimnazjum męskie St. Niemca, gimnazjum żeńskie J. Chomiczówny, gimnazjum koedukacyjne L. Weitraubówny oraz gimnazjum męskie im. F. Fabianiego prowadzone przez Towarzystwo im. F. Fabianiego. Ponadto czynna była koedukacyjna szkoła handlowa prowadzona przez Polską Macierz Szkolną. Rada Miejska finansowała działalność dokształcającej szkoły zawodowej. Trudu uporania się z analfabetyzmem, obejmującym po 1918 r. 35% dorosłej ludności Radomska, podjęły się takie organizacje i instytucje jak: czytelnie Polskiej Macierzy Szkolnej, Związek Chrześcijańsko-Młodzieżowy, Uniwersytet Ludowy, Towarzystwo Uniwersytetu Robotniczego, a także Klub Robotniczy prowadzony przez Polską Partię Socjalistyczną.
Wśród 25-tysięcznej ludności przedwojennego Radomska można było wyodrębnić trzy podstawowe grupy wyznaniowe: rzymskokatolicką, ewangelicką i żydowską. Katolicy posiadali jedną parafię, do której obok mieszkańców Radomska należała ludność ze Stobiecka Miejskiego, Bartodziejów, Bogwidzów, Wymysłówka, Zakrzówka, Folwarków, Suchej Wsi, Sanik, Szczepocic, Borowa. Ewangelicy także posiadali rozległą parafię przynależną do kościoła wybudowanego w 1925 r. w stylu neogotyckim przy ul. Reymonta (po wojnie kościół został rozebrany). Do Żydów należała synagoga wybudowana w 1908 r. (zburzona podczas II wojny światowej). W początkach lat 20. rozebrana została cerkiew prawosławna zniszczona podczas I wojny.
Radomsko było członkiem Związku Miast Polskich – organizacji powstałej jeszcze przed odzyskaniem niepodległości. Stanowisko burmistrza w okresie międzywojennym pełnili kolejno:
- Walenty Starostecki (1919–1922)
- Jan Szewdowski (1922–1925)
- Marian Niewiarowski (1925–1928)
- Antoni Pajdak (1928–1930)
- Lucjan Kwaśniewski (1935–1939)

W latach 1931–1939 władza w mieście spoczywała w rękach komisarzy rządowych, którymi byli:
- Paweł Winiewicz (1931–1933)
- Władysław Landecki (1933–1935)

Od 1937 r. w życiu miasta zaczęła pojawiać się problematyka związana z przygotowaniem do nadchodzącej wojny. Powołany został komitet obrony przeciwlotniczej i przeciwgazowej. Organizowano drużyny sanitarne i przeciwpożarowe. Na murach budynków i słupach ogłoszeniowych coraz częściej widniały plakaty zawierające instrukcje i zarządzenia powszechnej samoobrony. Odbywały się także wiece protestacyjne, jako odpowiedź na żądania niemieckie pod adresem Polski.

## II wojna światowa

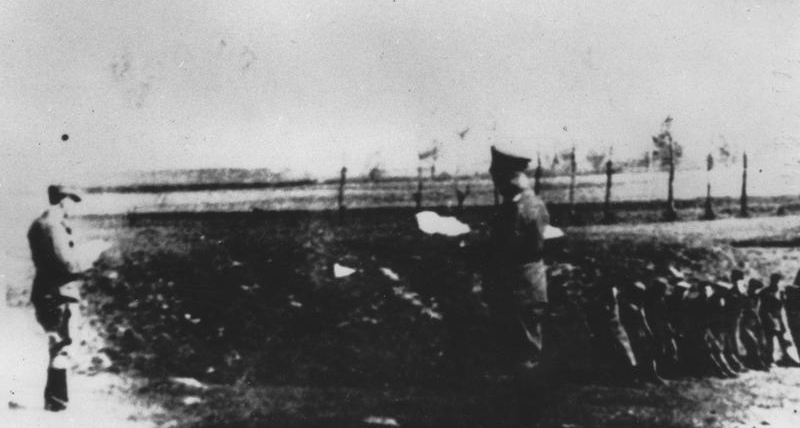
Egzekucja Polaków przez Niemców podczas II wojny światowej w Radomsku (czytanie wyroku 1943)

Wybuch II wojny światowej stał się dla Radomszczan faktem wraz z pierwszymi bombami, które spadły na miasto rankiem 1 września 1939. Naloty powtórzyły się w dniach następnych zmieniając centrum w ruinę. Już 3 września Radomsko zostało zajęte przez Niemców i rozpoczęły urzędowanie władze okupacyjne. 4 września dwa polskie dywizjony bombowe: X i XV, zaatakowały pod miastem maszerującą w kierunku na Piotrków Trybunalski niemiecką 4 Dywizję Pancerną. Nalotu dokonało 27 samolotów bombowych PZL.37 Łoś; po zrzuceniu bomb ostrzelały one kolumny marszowe z broni pokładowej. Dywizjony, nieosłaniane przez myśliwce, poniosły znaczne straty - do bazy nie wróciło 9 samolotów.
Miasto przydzielono do Generalnego Gubernatorstwa. Okupant przejął pod swój zarząd większe zakłady przemysłowe przestawiając produkcję na cele wojenne. Zlikwidowano polskie instytucje kulturalne i oświatowe, zakazano działalności organizacji społecznych.
Każdy dzień okupacji naznaczony był terrorem i gwałtem. Już 4 września 1939 r. hitlerowcy rozstrzelali kilkanaście osób na Folwarkach, Bartodziejach, w Stobiecku Miejskim. W 1941 r. aresztowanych zostało w Radomsku 151 osób. Egzekucje były dokonywane na tzw. kopcu oraz w pobliskich miejscowościach jak: na Wygodzie, w Dmeninie, Pławnie, Strzałkowie. Dla zastraszenia ludności stosowano publiczne egzekucje. Barbarzyńskiemu wyniszczeniu uległa przede wszystkim ludność żydowska. Między 10 a 12 października 1942 wywieziono do obozu zagłady w Treblince ok. 7 tys. Żydów – mieszkańców radomszczańskiego getta, a miejscowy kirkut stał się miejscem masowych zbrodni.
Społeczeństwo Radomska wykazywało podczas okupacji postawę patriotyczną, wrogą wobec agresora. Stosowano wszelkie formy walki z okupantem – od biernego oporu przeciw zarządzeniom władz niemieckich, poprzez sabotowanie pracy w fabrykach i na kolei po gromadzenie broni, tworzenie i popieranie oddziałów zbrojnych, prowadzenie walki partyzanckiej. Ruch oporu Radomska nie występował jako siła jednolicie zorganizowana. Podzielony na kilka różniących się odłamów politycznych, miał wspólny cel – walkę z wrogiem o niepodległość kraju. Swój udział w walce z okupantem hitlerowskim miały wszystkie siły polityczne i wojskowe.
Najsilniejszą organizacją walczącą z hitlerowcami była jednak Armia Krajowa, dowodzona przez Stanisława Sojczyńskiego. W 1942 został on z-cą komendanta Armii Krajowej i szefem Kedywu AK w powiecie. Ze swoimi partyzantami Sojczyński zasłynął w 1943, uwalniając kilkudziesięciu więźniów z hitlerowskiego Gestapo w Radomsku. W wyniku przeprowadzonej akcji uwolniono ponad 40 Polaków i 11 Żydów, a oddział zdołał się wycofać z miasta z minimalnymi stratami. W czasie akcji „Burza” Sojczyński dowodził I batalionem 27 pułku piechoty AK, staczając na terenie powiatu Radomsko, wchodzącego w skład Inspektoratu Częstochowskiego AK, wiele potyczek z Niemcami.
- 19 sierpnia i 20 września 1941 członkowie Związku Odwetu podłożyli 5 bomb na terenie fabryki „Thonet-Mundus”. Straty szacowano na ok. 3 mln zł.
- w nocy z 27 na 28 maja 1943 patrole dywersyjne Armii Krajowej dokonały likwidacji 28 konfidentów gestapo.
- 27 lipca 1943 r. w wyniku wspólnej akcji Armii Krajowej i Gwardii Ludowej zniszczona została powiatowa zbiornica mleka w Radomsku(spalono akta dostaw i zaległości kontyngentowych)[3]
- W nocy z 7 na 8 sierpnia 1943 r. oddział AK uwolnił więźniów z radomszczańskiego aresztu.

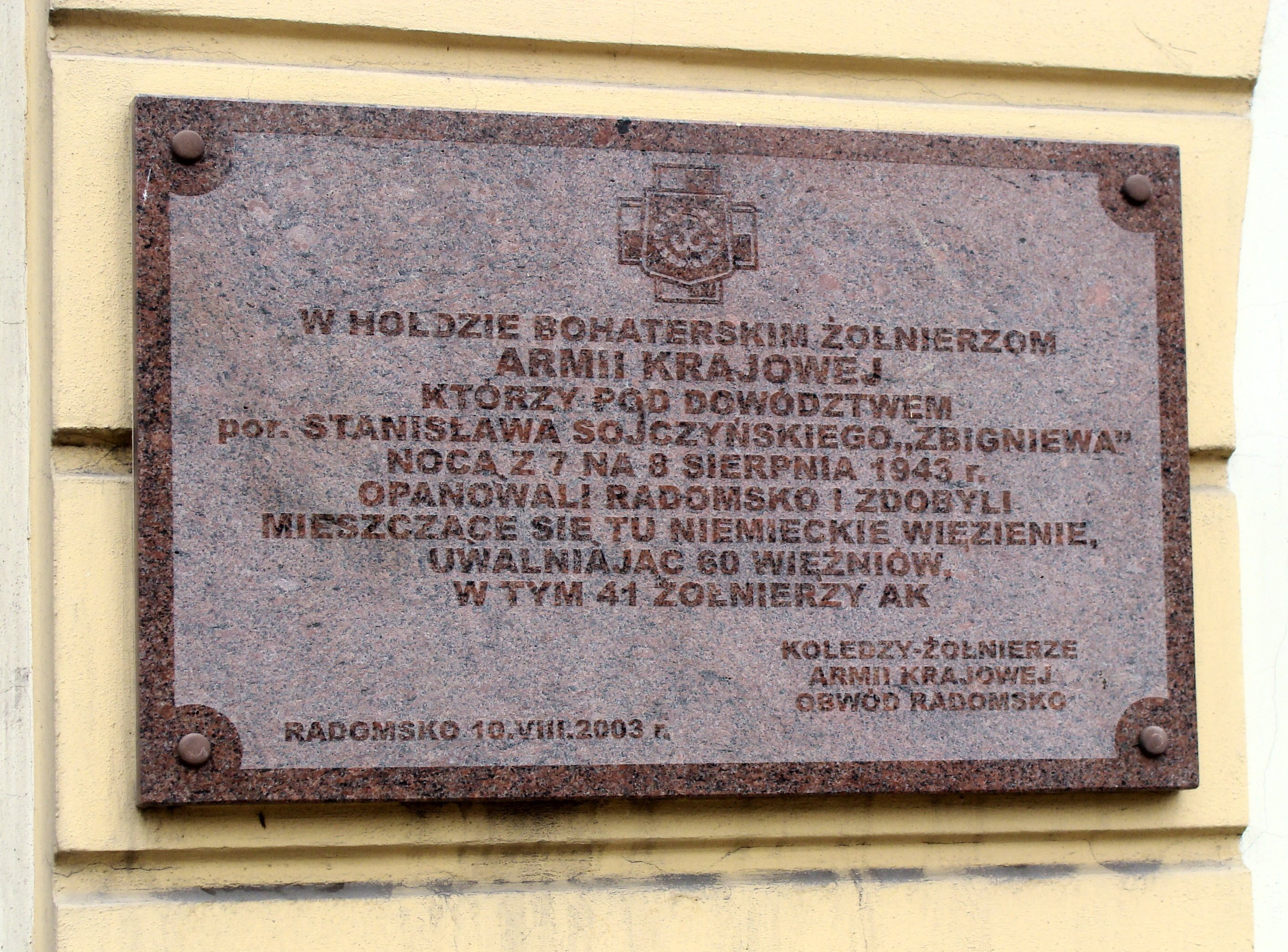
Tablica upamiętniająca uwolnienie więźniów

- 6 maja 1944 r. grupa partyzantów Batalionów Chłopskich i Armii Krajowej przeprowadziła akcję na starostwo powiatowe.
- 26 grudnia 1944 r. żołnierze Armii Ludowej pod dowództwem kpt. Bolesława Boruty (ps. „Hanicz”) dokonali udanego zamachu na Dehna - komendanta żandarmerii niemieckiej w mieście[4].

Miasto zasłynęło z walki z okupantem, który nadał mu nazwę niem. Banditenstadt – „miasto bandytów”.
12 września 1944 rozegrała się największa bitwa na ziemi radomszczańskiej bitwa pod Ewiną. Oddziały III Brygady AL im. gen. Bema przyjęły bitwę z 10-krotnie liczebniejszym wojskiem niemieckim. Siły hitlerowskie określano na 200 samochodów z wojskiem (około 6000 ludzi) oraz samochody pancerne. Nieprzyjaciel kilkakrotnie uderzał ze wszystkich stron na zgrupowanie żołnierzy Armii Ludowej. Dzięki bohaterskiej postawie, plan nieprzyjacielski nie powiódł się. Straty wroga oceniano na ok. 100 zabitych i 200 rannych. Na założone przez partyzantów miny najechało kilka pojazdów nieprzyjaciela, a w jednym z samochodów zginęła grupa oficerów niemieckich. Gdy wszystkie jednostki brygady zebrały się w punkcie koncentracji stwierdzono, że straty wyniosły 12 zabitych partyzantów, 11 rannych i kilkunastu zaginionych. Nazwa miejscowości Ewina została wyryta na pomniku Czynu Partyzanckiego w Polichnie wśród nazw największych walk partyzanckich w Polsce.
Równocześnie z walką zbrojną prowadzona była walka o polska oświatę i kulturę oraz o utrzymywanie i wzbogacanie narodowych wartości. Bohaterami tej walki byli przede wszystkim nauczyciele. Władze okupacyjne pozamykały szkoły średnie, a w szkołach podstawowych zabroniły nauczania historii i geografii Polski. Niszczyły polskie księgozbiory. Tylko w jednej ze szkół radomszczańskich zdewastowano 580 tomów z biblioteki uczniowskiej i 200 z nauczycielskiej. W marcu 1940 r., w ramach tzw. akcji AB, wymierzonej przeciwko inteligencji, aresztowano i wywieziono z Radomska do obozów koncentracyjnych 53 osoby. Nie zahamowało to jednak konspiracyjnej pracy oświatowej. Już pod koniec 1939 r. w mieście i powiecie rozpoczęto tajne nauczanie. Powstało ono samorzutnie – narodziło się z inicjatywy nauczycieli, szczególnie działaczy Związku Nauczycielstwa Polskiego oraz rodziców. Na początku 1940 r. powstała Tajna Organizacja Nauczycielska, obejmująca swą działalnością szkolnictwo podstawowe, średnie ogólnokształcące i zawodowe oraz oświatę dorosłych. Efektem pracy kompletów tajnego nauczania było otrzymanie w 1943 r. świadectwa dojrzałości przez 30 maturzystów. W tajnym nauczaniu pracowało w Radomsku i powiecie ponad 190 nauczycieli, w tym ponad 80 na szczeblu szkolnictwa średniego.
Chlubnie zapisała się młodzież harcerska Szarych Szeregów – organizacji, którą powołano w Radomsku na przełomie 1939/1940 r. Miejscowy hufiec („Rój”) przyjął nazwę „Metal”. W 1944 r. liczył on 187 osób, w tym 19 instruktorów, 32 członków „Grup Szturmowych” (od 18 lat), 66 członków „Bojowych Szkół” (od 14 do 17 lat) oraz 70 „Zawiszaków” – najmłodszych wiekiem harcerzy (od 12 do 14 lat). Członkowie Szarych Szeregów brali udział w małym sabotażu, w obserwacji okupanta i dostarczaniu informacji wywiadowi AK, czynni byli w akcji „N”. Ogromną wagę przykładano do pracy wychowawczej w duchu patriotycznym. Najstarsi wiekiem przechodzili szkolenie wojskowe.
16 stycznia 1945 oddziały 254 i 294 dywizji pancernej 52 armii 1 Frontu Ukraińskiego zdobywają miasto. W raporcie o sytuacji miasta na dzień 22 stycznia 1945 r. napisanym przez szefa Zarządu Politycznego I Frontu Ukraińskiego można przeczytać m.in.: „Miasto nie ucierpiało od strzału, paniczna ucieczka Niemców uniemożliwiła im zburzenie budynków i przedsiębiorstw nawet gdzie były miny (fabryka „Metalurgii”, budynek żandarmerii). Nie udało się również wywieźć do Niemiec urządzeń fabryk i przedsiębiorstw”.
Po zajęciu miasta przez Armię Czerwoną NKWD rozpoczęła aresztowania żołnierzy Narodowych Sił Zbrojnych i Armii Krajowej. Stanisław Sojczyński i jego podkomendni powrócili do konspiracji. Na bazie 27 batalionu pp Armii Krajowej Sojczyński zorganizował największą podziemną organizację o nazwie Konspiracyjne Wojsko Polskie. KWP działało na terenie woj. łódzkiego, kieleckiego, śląskiego i poznańskiego. Kapitan Sojczyński wydał rozkaz określający zadania KWP w zakresie walki z przestępczą działalnością władz komunistycznych i ochrony społeczeństwa oraz żołnierzy podziemia niepodległościowego przed terrorem organów bezpieczeństwa. Pierwszą osobą, która zginęła z jego rozkazu, był Jankiel Jakub Cukierman, szef sekcji śledczej Państwowego Urzędu Bezpieczeństwa Publicznego w Radomsku. Zastrzelono go na ulicy w sierpniu 1945 r. W 1946 r. Sojczyński pod pseud. „Warszyc” z żołnierzami z AK KWP przeprowadził akcję na więzienie Urzędu Bezpieczeństwa w Radomsku i uwolnił z niego 57 ludzi, w tym wielu kolegów z AK i żołnierzy z NSZ. UB, po licznych aresztowaniach oraz torturach na żołnierzach z KWP i wykonanych wyrokach śmierci, schwytało dzięki swoim agentom „Warszyca” oraz wielu jego dowódców. UB poddała schwytanego kapitana Sojczyńskiego i jego sztabowców ciężkim torturom, a w 1947 r. wykonała na nich wyrok śmierci, śpiesząc się z jego wykonaniem przed mającą nadejść amnestią. Ostatni żołnierze z KWP schwytani zostali przez komunistów w 1951 r. i wielu z nich również zamordowano. Tych, co przeżyli, z całymi rodzinami inwigilowało i prześladowało UB/SB do końca PRL-u. Dopiero po 1989 r. „Warszyc” i jego żołnierze zostali zrehabilitowani. Jednak miejsce pochówku kap. Sojczyńskiego do dziś jest nieznane.